# Slough
|  | Aquest article tracta sobre la ciutat anglesa. Vegeu-ne altres significats a «Slough (desambiguació)». |

Slough és un poble de Slough districte, Berkshire, Anglaterra. Té una població de 162.467 habitants i districte de 147.181.